# جغن لوي عجم
جغن‌ لوي عجم هي قرية في مقاطعة ماكو، إيران. يقدر عدد سكانها بـ 10 نسمة بحسب إحصاء 2016.